# Kythnos

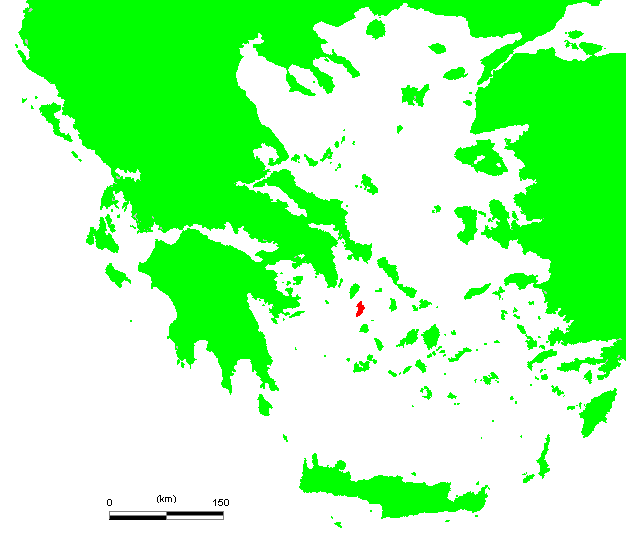
Lägeskarta

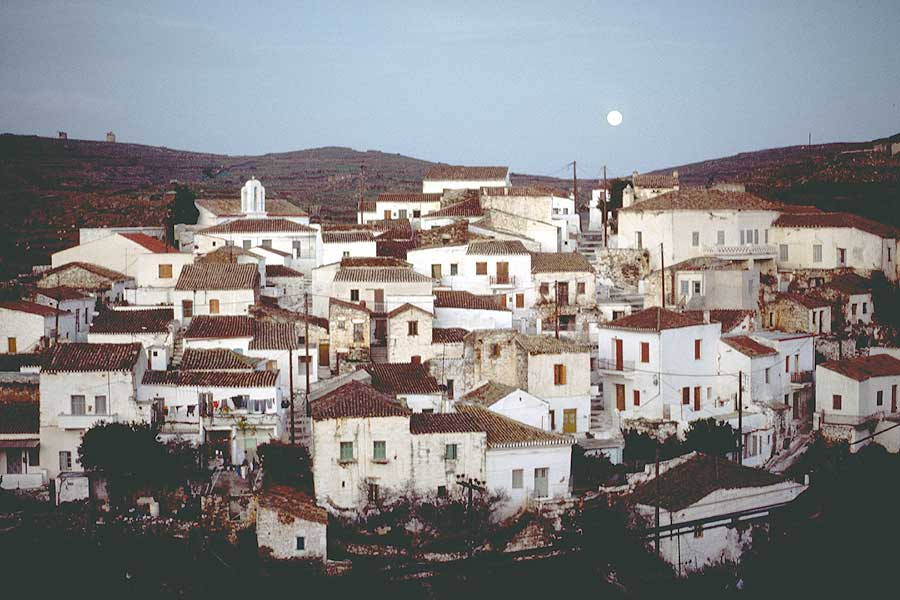
Orten Driopis på Kythnos

Kythnos eller Kithnos (grekiska Κύθνος) är en grekisk ö i Egeiska havet, hörande till den västra raden av Kykladerna, mellan Kea i norr och Serifos i söder. Ytan är 100 kvadratkilometer, och invånarantalet uppgick år 2001 till 1 608.
Kythnos är en av dalar genomskuren glimmerskifferplatå med kalkstensgångar och förr brutna järnmalmsgångar. Dess näringar har varit sjöfart, boskapsskötsel och vinodling. Huvudstaden Kythnos (även Chora eller Messaria) ligger i det inre av ön och har flera varma källor, av vilka ön fått sitt folkliga namn Thermia.